# 维埃耶维涅
维埃耶维涅（法語：Vieillevigne，法語發音：[vjɛjviɲ]）是法国大西洋卢瓦尔省的一个市镇，位于该省东南部，和旺代省接壤，属于南特区。

## 地理
维埃耶维涅（46°58'16"N, 1°26'0"W）面积51.76 平方千米，位于法国卢瓦尔河地区大区大西洋卢瓦尔省，该省份为法国西北部沿海省份，位于布列塔尼半岛东南部，北起伊勒-维莱讷省，西北接莫尔比昂省，西临大西洋，南至旺代省，东临曼恩-卢瓦尔省。
与维埃耶维涅接壤的市镇（或旧市镇、城区）包括：拉普朗什、勒穆耶、罗什塞维耶尔、蒙特雷韦尔、圣菲尔贝德布艾讷、蒙泰居旺代。
维埃耶维涅的时区为UTC+01:00、UTC+02:00（夏令时）。

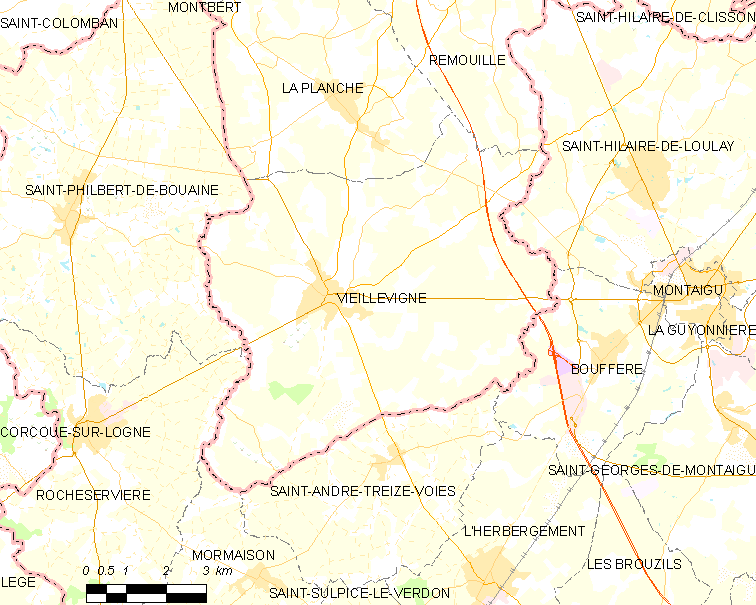
维埃耶维涅的OSM定位图

## 行政
维埃耶维涅的邮政编码为44116，INSEE市镇编码为44216。

## 政治
维埃耶维涅所属的省级选区为克利松县。

## 交通
大西洋卢瓦尔省省道D7线、D12线、D54线、D70线和D753线在境内交汇。

## 人口

1962-2008年间维埃耶维涅人口变化图示

维埃耶维涅于2022年1月1日时的人口数量为4110人。